# Lijst van provinciedomeinen in Vlaams-Brabant
De provincie Vlaams-Brabant telt vier provinciedomeinen, dit zijn natuur- en recreatiegebieden die door de provincie worden beheerd.
| Provinciedomein                  | Gemeente  | Plaats    |
| -------------------------------- | --------- | --------- |
| Provinciedomein Huizingen        | Beersel   | Huizingen |
| Provinciedomein Kessel-Lo        | Leuven    | Kessel-Lo |
| Provinciedomein Halve Maan Diest | Diest     | Diest     |
| Provinciedomein Het Vinne        | Zoutleeuw | Zoutleeuw |